# 青蒿
青蒿（学名：Artemisia carvifolia）是菊科蒿属的一种植物。

## 形态
二年生草本。茎直立，上部多分枝，具纵棱线。叶子互生，茎中部的叶子二回羽状分裂，线形小裂片。夏季开花，头状花序半球形，多数，成圆锥状，花管状，外面为雌花，内层为两性花。

## 分布
分布于尼泊尔、印度、日本、越南、朝鲜、缅甸以及中国大陆的江西、辽宁、广西、广东、湖南、河北、安徽、浙江、贵州、山东、吉林、福建、陕西、湖北、四川、河南、江苏、云南等地，生长于海拔300米至2,500米的地区，多生于低海拔、湿润的河岸边砂地、林缘、路旁等、山谷及滨海地区，目前尚未由人工引种栽培。

## 药用
按中国药典，中医中的“青蒿”指的是黄花蒿的地上部分，而不是青蒿。
虽然青蒿在中文中与青蒿素名称类似，但是青蒿素并不是从青蒿中提取，而是来自同为蒿属(Artemisia) 的黄花蒿(Artemisia annua)。

## 别名
- 菣（qin4、qian4兩讀《爾雅》）
- 廪蒿（《日本植物图鉴》）
- 茵陈蒿（《汉英韻府》）
- 邪蒿（《救荒本草》、《野菜博录》）
- 香蒿（俗称）
- 苹蒿（吉林）
- 黑蒿（山东）
- 白染艮（福建）
- 苦蒿（四川、重庆）

## 异名
- Artemisia apiacea Hance ex Walp.
- Artemisia carvifolia Buch.-Ham. var. schochii (Mattf.) Pamp.